# Huzing
Huzing (Huzyng) – polski herb szlachecki z nobilitacji.

## Opis herbu
Na tarczy dzielonej w pas, w polu górnym, srebrnym, koń w galopie, cisawy, w polu dolnym, złotym trzy takież kłosy na pagórku zielonym.
Klejnot: Koń cisawy, wspięty.
Labry z prawej czerwone, podbite srebrem, z lewej zielone, podbite złotem.

## Najwcześniejsze wzmianki
Nadany Grzegorzowi Huzingowi, burgrabiemu w Ełku, 20 marca 1597.

## Herbowni
Huzing – Huzyng.